# Bitello
João Paulo de Souza Mares, mais conhecido como Bitello (Formosa do Oeste, 6 de janeiro de 2000) é um futebolista brasileiro que atua como meia. Joga no Dínamo de Moscou.

## Carreira

### Cascavel
Nascido em Formosa do Oeste, município no interior de Paraná, Bitelo iniciou jogando bola pelas ruas até chegar na escolinha do Cefa em Cascavel, no ano de 2011. Depois, chegou ao clube homônimo a cidade em 2017 para o Sub-17 e também passou pelo Sub-23, tendo subido ao profissional no ano seguinte para algumas partidas do Campeonato Paranaense.
Boas atuações no modesto clube fizeram-o ser sondado por Cruzeiro, Corinthians, Athletico Paranaense, Fluminense, Flamengo, Atlético Mineiro e Internacional. Camisa 10 da Serpente, Bitello marcou 11 gols em 12 partidas do Campeonato Paranaense Sub-19 de 2018. Em 11 de agosto de 2018 na partida contra o Foz Iguaçu, marcou quatro gols na goleada por 7–1, e este desempenho chamou a atenção de um dos olheiros do Grêmio que viram a partida. Na disputa com com arquirrival Internacional, o Grêmio foi mais rápido.

### Grêmio
Bitello chegou ao Grêmio em 22 agosto de 2018. Chegando como meia, Bitello foi visto como tendo o mesmo sucesso de outros atletas como Walace, Arthur e Matheus Henrique. Então, foi adaptado como volante devido a dificuldade de jogar de costas para o gol, tendo disputado apenas nove partidas pela equipe na temporada. Com atuações convicentes ao mudar de posição e formar dupla com Matheus Sarará, foi efetivado na posição e o Grêmio exerceu sua compra definitiva em 2019 devido a sua intensidade após a troca de posição. Em 2020, firmou-se como titular na categoria Sub-20 e disputou 20 partidas no Brasileiro, onde foi promovido a equipe de transição no ano seguinte.

#### 2021
Fez sua estreia em 19 de março de 2021, na vitória por 2–0 sobre o Aimoré na 5ª rodada do Campeonato Gaúcho, onde o Tricolor estava com uma equipe alternativa e foi comandada pelo auxiliar técnico Alexandre Mendes, tendo Bitello atuado por nove minutos. Acabou não sendo aproveitado na equipe principal e retornou ao Sub-23, onde fez parte da campanha do título do Brasileirão de Aspirantes com três gols no torneio, inclusive um na final contra o Ceará no jogo de volta da final em 27 de outubro, vencido por 4–1 (após derrota por 2–1 na ida). Foram 22 partidas e quatro gols marcados pelo Sub-23, além somente duas partidas no profissional.

#### 2022
Disputou as duas primeiras rodadas do Campeonato Gaúcho no time de transição comandado por César Lopes, onde foi bem e ficou treinando no time principal. Apesar de ser relacionado para alguns jogos, não teve chances com o técnico Vagner Mancini, treinador do principal na época.
Teve uma atuação destacada na 7ª rodada contra a União Frederiquense e apesar da derrota por 3–1, passou a ganhar oportunidades com Roger Machado. Logo na reestreia de Machado no comando da equipe (4–0 sobre o São Luiz na rodada seguinte), Bitello foi titular e compôs a trinca de meio-campo juntamente com Mathías Villasanti e Gabriel Silva.
As boas atuações fizeram o clube gaúcho querer comprar mais 20% de seu passe pertencentes ao Cascavel ainda março. Também marcou gols na vitória por 2–0 sobre o Ypiranga em 12 de março na última rodada da fase de grupos e no jogo de ida do Gre-Nal da semifinal, na vitória por 3–0. Além do título, foi eleito o melhor jogador da competição e para a seleção do campeonato.
Com 15 partidas disputadas no ano e cada vez mais protagonista na equipe, em 10 de maio foi anunciada a renovação de seu contrato até dezembro de 2025. Assumindo a titularidade na temporada, Bitello retornou a função de meia e adquiriu o status de peça-chave na equipe, além de xodó. Até 25 de agosto, eram seis gols e seis assistências pela equipe no ano.
Em 23 de outubro participou dos três da vitória por 3–0 sobre o Náutico na 36ª rodada do Brasileirão Série B, jogo que culminou no acesso do Grêmio à Série A. Bitello fez dois gols e distribuiu uma assistência para o outro gol feito por Lucas Leiva. À época, havia atuado em 34 dos 36 jogos da competição com oito gols (dez na temporada toda) e três assistências, sendo vice-artilheiro do clube no torneio.
Ao fim do torneio, Bitello foi eleito para a Seleção da Série B. Terminou a temporada com 48 jogos, dez gols e três assistências.

#### 2023
No título da Recopa Gaúcha em 17 de janeiro, fez o segundo gol e deu uma assistência para Luís Suárez na goleada de 4–0 sobre o São Luiz. Com a chegada de Renato Gaúcho no comando do Grêmio, Bitello foi novamente trocado de posição. Com Felipe Carballo e Pepê de volantes, passou a mais adiantado como meia-direito. Com Vina entrando como titular, passou também inverter de posição e chegou a exercer mais de três funções no início da temporada, onde dispertou interesse de clubes europeus. Novamente sagrou-se campeão gaúcho, eleito craque da competição pela segunda vez e para a seleção do campeonato.
Bitello fez sua última partida pelo Grêmio em 27 de agosto, na vitória por 3–0 sobre o Cruzeiro na 21ª rodada do Campeonato Brasileiro. Iniciou no banco de reservas, mas entrou no segundo tempo, deu uma assistência para o último gol da partida feito por Pepê e ainda fez um gol no último lance, que acabou anulado pelo var.
Na temporada, disputou 43 partidas, fez nove gols e distribuiu cinco assistências. Após confirmada sua venda em setembro, despediu-se do Grêmio com 93 partidas, 19 gols e oito assistências, além de três títulos do Campeonato Gaúcho e um da Recopa Gaúcha, além do Brasileirão de Aspirantes. Bitello foi a quarta maior venda da história do clube.

### Dínamo de Moscou

#### 2023–24
Bitello foi anunciado pelo clube russo em 14 de setembro de 2023, último dia da janela de transferência na Rússia, assinando contrato por cinco temporadas. O Dínamo de Moscou pagou 10 milhões de euros (cerca R$ 52 milhões), com o Grêmio ficando com R$ 36,4 milhões (equivalente aos 70% dos direitos que tinha de Bitello) e o Cascavel com o restante (30%). O clube gaúcho ainda ficou com 20% da chamada mais-valia da transferência, sendo o percentual entre o valor que foi pago pelo atleta mais o valor de futura venda caso seja negociado por mais de 10 milhões de euros.
No seguinte a sua venda fez sua estreia, no empate de 1–1 com o Nizhny Novgorod na oitava rodada do Campeonato Russo. Bitello marcou seu primeiro gol logo em sua segunda partida pelo clube e em sua primeira como titular, na derrota por 4–2 nos pênaltis para o Krasnodar em jogo válido pela Copa da Rússia em 19 de setembro, após 1–1 no tempo normal.
Ao fazer dois gols no clássico com o CSKA Moscou onde seu time venceu por 3–2 e ser eleito o melhor jogador da partida, Bitello tornou-se o jogador com maior pontuação média no campeonato com 7.68, juntamente com o colega de time Igor Leshchuk e do compatriota Claudinho. Antes, também já havia marcado no classificado contra o Spartak na Copa da Rússia. Na altura, estava com 12 partidas, cinco gols e duas assistências.

## Seleção Brasileira

### Sub-23
Bitello foi convocado para a Seleção Brasileira Sub-23 em 18 de agosto de 2023 para dois amistosos contra Marrocos nos dias 7 e 11 de setembro visando as Olimpíadas de Paris em 2024, substituindo Luiz Henrique, que foi cortado devido à suspeitas de seu envolvimento em esquemas de apostas esportivas ilegais. Essa foi sua primeira convocação para a seleção.
Entrou na derrota por 1–0 no primeiro amistoso do dia 7, no lugar de Lázaro aos 31 minutos do segundo tempo.

## Estilo de jogo
Tendo versatilidade e podendo jogar em varias posições no meio-campo, Bitello tem como características as contribuições defensivas, bom chute de longas distâncias e de fora da área, movimentação e aparecimento como elemento surpresa em cruzamentos. Também destaca-se pela ambidestria.

## Vida pessoal
Seu apelido "Bitello", que muitos acham que é seu sobrenome, surgiu no primeiro dia de aula de 2013 no colégio Marilis Faria Pirotelli, na cidade de Cascavel, após João Paulo e um amigo estarem na diretoria:
Tinha uma frase em um caminhão na cidade do meu parceiro, o Daniel, que dizia: "Que tal o Bitello" e ele contando a história sobre este caminhão era muito engraçado, porque passava na rua da casa dele, buzinando e fazendo muito barulho. Como ele estava falando, e era engraçado, eu estava dando risada. Daí a professora chamou nossa atenção. Continuamos conversando e ela chamou atenção mais uma vez. Daí, neste instante, ele falou 'que foi o Bitello'. Todo mundo pensou que era eu e me olhou. Nisso, a professora pega e fala: então vai você e o Bitello para a diretoria. Pronto, quando voltamos para a sala de aula todo mundo já me chamava de Bitello, ninguém falava João Paulo, e pegou— Bitello, em entrevista ao UOL Esporte em 2021.

## Estatísticas
Atualizadas até 7 de maio de 2024.

### Clubes
| Equipe            | Temporada         | Campeonato nacional | Campeonato nacional | Campeonato nacional | Copa nacional[a] | Copa nacional[a] | Copa nacional[a] | Competições continentais[b] | Competições continentais[b] | Competições continentais[b] | Outros torneios[c] | Outros torneios[c] | Outros torneios[c] | Total | Total | Total   |
| Equipe            | Temporada         | Jogos               | Gols                | Assist.             | Jogos            | Gols             | Assist.          | Jogos                       | Gols                        | Assist.                     | Jogos              | Gols               | Assist.            | Jogos | Gols  | Assist. |
| ----------------- | ----------------- | ------------------- | ------------------- | ------------------- | ---------------- | ---------------- | ---------------- | --------------------------- | --------------------------- | --------------------------- | ------------------ | ------------------ | ------------------ | ----- | ----- | ------- |
| Cascavel          | 2018              | —                   | —                   | —                   | —                | —                | —                | —                           | —                           | —                           | 3                  | 0                  | 0                  | 3     | 0     | 0       |
| Cascavel          | Total             | 0                   | 0                   | 0                   | 0                | 0                | 0                | —                           | —                           | —                           | 3                  | 0                  | 0                  | 3     | 0     | 0       |
| Grêmio            | 2021              | 1                   | 0                   | 0                   | —                | —                | —                | 1                           | 0                           | 0                           | —                  | —                  | —                  | 2     | 0     | 0       |
| Grêmio            | 2022              | 36                  | 8                   | 3                   | 1                | 0                | 0                | —                           | —                           | —                           | 11                 | 2                  | 0                  | 48    | 10    | 3       |
| Grêmio            | 2023              | 19                  | 4                   | 1                   | 10               | 1                | 1                | —                           | —                           | —                           | 14                 | 4                  | 3                  | 43    | 9     | 5       |
| Grêmio            | Total             | 56                  | 12                  | 4                   | 11               | 1                | 1                | 1                           | 0                           | 0                           | 25                 | 6                  | 3                  | 93    | 19    | 8       |
| Dínamo de Moscou  | 2023–24           | 20                  | 6                   | 1                   | 7                | 2                | 0                | —                           | —                           | —                           | 4                  | 2                  | 0                  | 31    | 10    | 1       |
| Dínamo de Moscou  | Total             | 20                  | 6                   | 1                   | 7                | 2                | 0                | 0                           | 0                           | 0                           | 4                  | 2                  | 0                  | 31    | 10    | 1       |
| Total na carreira | Total na carreira | 76                  | 18                  | 5                   | 18               | 3                | 1                | 1                           | 0                           | 0                           | 32                 | 8                  | 3                  | 127   | 29    | 9       |

- a. ^ Jogos da Copa do Brasil e Copa da Rússia
- b. ^ Jogos da Copa Sul-Americana
- c. ^ Jogos do Campeonato Paranaense, Campeonato Gaúcho, Recopa Gaúcha e Amistosos

### Seleção Brasileira
Abaixo estão listados todos jogos e gols do futebolista pela Seleção Brasileira, desde as categorias de base. Abaixo da tabela, clique em expandir para ver a lista detalhada dos jogos de acordo com a categoria selecionada.
Sub-23
| Ano   |       |      |         |
| Ano   | Jogos | Gols | Assist. |
| ----- | ----- | ---- | ------- |
| 2023  | 1     | 0    | 0       |
| Total | 1     | 0    | 0       |

|    | Data                  | Local                                     | Resultado | Adversário | Gols | Competição |
| -- | --------------------- | ----------------------------------------- | --------- | ---------- | ---- | ---------- |
| 1. | 7 de setembro de 2023 | Complexo Desportivo de Fez, Fez, Marrocos | 0–1       | Marrocos   | 0    | Amistoso   |

## Títulos

### Grêmio
- Campeonato Gaúcho: 2021, 2022, 2023
- Recopa Gaúcha: 2023

### Prêmios individuais
- Seleção do Campeonato Gaúcho: 2022, 2023
- Melhor jogador do Campeonato Gaúcho: 2022, 2023
- Seleção do Campeonato Brasileiro Série B: 2022